# Greater Northdale
Greater Northdale é uma Região censo-designada localizada no estado americano da Flórida, no Condado de Hillsborough.

## Demografia
Segundo o censo americano de 2000, a sua população era de 20.461 habitantes.

## Geografia
De acordo com o United States Census Bureau tem uma área de 21,9 km², dos quais 20,5 km² cobertos por terra e 1,4 km² cobertos por água.

## Localidades na vizinhança
O diagrama seguinte representa as localidades num raio de 8 km ao redor de Greater Northdale.